# チャールズ・シェリントン
サー・チャールズ・スコット・シェリントン（英語: Sir Charles Scott Sherrington, 1857年11月27日– 1952年3月4日）は、イギリスの生理学者。1932年神経細胞の研究でノーベル生理学・医学賞をエドガー・エイドリアンと受賞した。
近代神経生理学のパイオニアでシナプスの命名者である。関節の筋が収縮すると、その逆側の筋（拮抗筋）が弛緩すると言う『シェリントンの法則』に名前が残っている。
ロンドン生まれ。ケンブリッジ大学でマイケル・フォスターに生理学を学び、1887年からはセント・トマス・メディカル・スクール（現キングス・カレッジ・ロンドン）に勤めた。1895年にリヴァプール大学の教授になり、1913年にはオクスフォード大学の生理学の教授に就任。1893年に王立協会のフェローに選出され、1920年から1925年の間は会長を務めた。1924年メリット勲章を叙勲。1935年に引退。

## 受賞歴
- 1897年 クルーニアン・メダル
- 1905年 ロイヤル・メダル
- 1927年 コプリ・メダル
- 1932年 ノーベル生理学・医学賞